# Ассоциатор
Ассоциатор в общей алгебре — трилинейное отображение {\displaystyle R\times R\times R\to R} над кольцом (не обязательно ассоциативным) {\displaystyle R}, определяемое по формуле:
{\displaystyle [x,y,z]=(xy)z-x(yz)}.
Подобно тому, как коммутатор измеряет «степень некоммутативности» кольца, ассоциатор измеряет его «степень неассоциативности». А именно, ассоциатор трёх элементов равен нулю тогда и только тогда, когда их умножение в заданном порядке является ассоциативным. Если ассоциатор всех элементов кольца равен 0, то кольцо ассоциативно.

## Свойства
В любом кольце для ассоциатора верно тождество:
{\displaystyle w[x,y,z]+[w,x,y]z=[wx,y,z]-[w,xy,z]+[w,x,yz]}.
Кольцо является альтернативным тогда и только тогда, когда его ассоциатор альтернативен, то есть:
{\displaystyle [x_{1},x_{2},x_{3}]=\operatorname {sgn} \sigma [x_{\sigma (1)},x_{\sigma (2)},x_{\sigma (3)}]},
где {\displaystyle \sigma } — перестановка трёх элементов, а {\displaystyle \operatorname {sgn} \sigma } — чётность этой перестановки.

## Теория категорий
В теории категорий ассоциатором называется изоморфизм:
{\displaystyle a_{x,y,z}:(x\otimes y)\otimes z\mapsto x\otimes (y\otimes z)}.
Произведение здесь понимается в смысле произведения в моноидальной категории.